# Greensville County
Greensville County är ett administrativt område i delstaten Virginia, USA, med 12 243 invånare. Den administrativa huvudorten Emporia hör inte administrativt till själva countyt utan utgör en självständig enhet (independent city).

## Geografi
Enligt United States Census Bureau har countyt en total area på 769 km². 765 km² av den arean är land och 4 km² är vatten.     

### Angränsande countyn
- Brunswick County - väst
- Dinwiddie County - nord
- Sussex County - nordost
- Southampton County - öst
- Northampton County, North Carolina - syd